# Eleutherodactylus glaucoreius
Espèce
Synonymes
- Eleutherodactylus cundalli glaucoreius Schwartz & Fowler, 1973

Statut de conservation UICN

 NT  : Quasi menacé
Eleutherodactylus glaucoreius est une espèce d'amphibiens de la famille des Eleutherodactylidae.

## Répartition
Cette espèce est endémique de la Jamaïque. Elle se rencontre du niveau de la mer à 1 650 m d'altitude dans les Blue Mountains et les Monts John Crow.

## Description
Les femelles mesurent jusqu'à 38 mm.

## Publication originale
- Schwartz & Fowler, 1973 : The Anura of Jamaica: a status report. Studies on the fauna of Curaçao and other Caribbean islands, vol. 43, no 142, p. 50-142.